# Ali Rıza Efendi

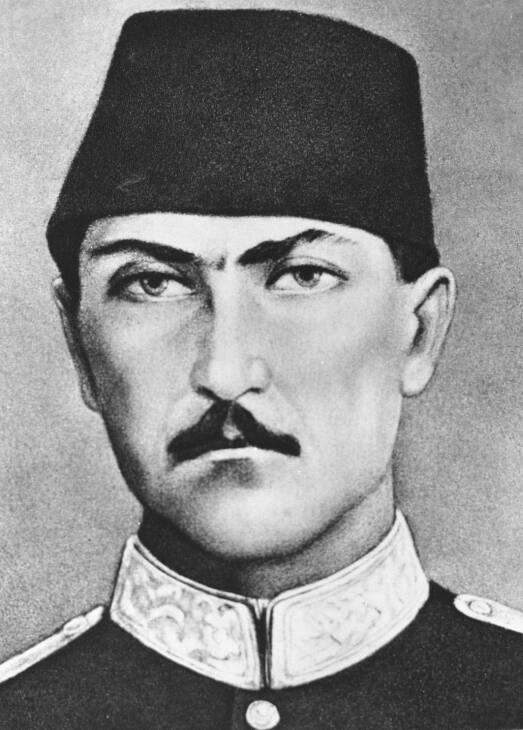
Portrait von Ali Rıza Efendi (1876)

Ali Rıza Efendi (* 1839 in Selânik, heute Thessaloniki; † 1888 ebenda) war der Vater Mustafa Kemal Atatürks und der Ehemann Zübeyde Hanıms.

## Leben
Rıza wurde im heutigen Thessaloniki, das damals zum Osmanischen Reich gehörte, geboren. Er wuchs als Kind einer sunnitisch-muslimisch geprägten Familie auf.
Sein Vater Kızıl Ahmed Efendi war ein Hafız.
Ali Rızas Familie soll aus dem Dorf Kodžadžik im damaligen Osmanischen Reich und dem heutigen Nordmazedonien stammen, wo im September 2012 ein Gedenkhaus zu Ehren Atatürks eröffnet wurde.

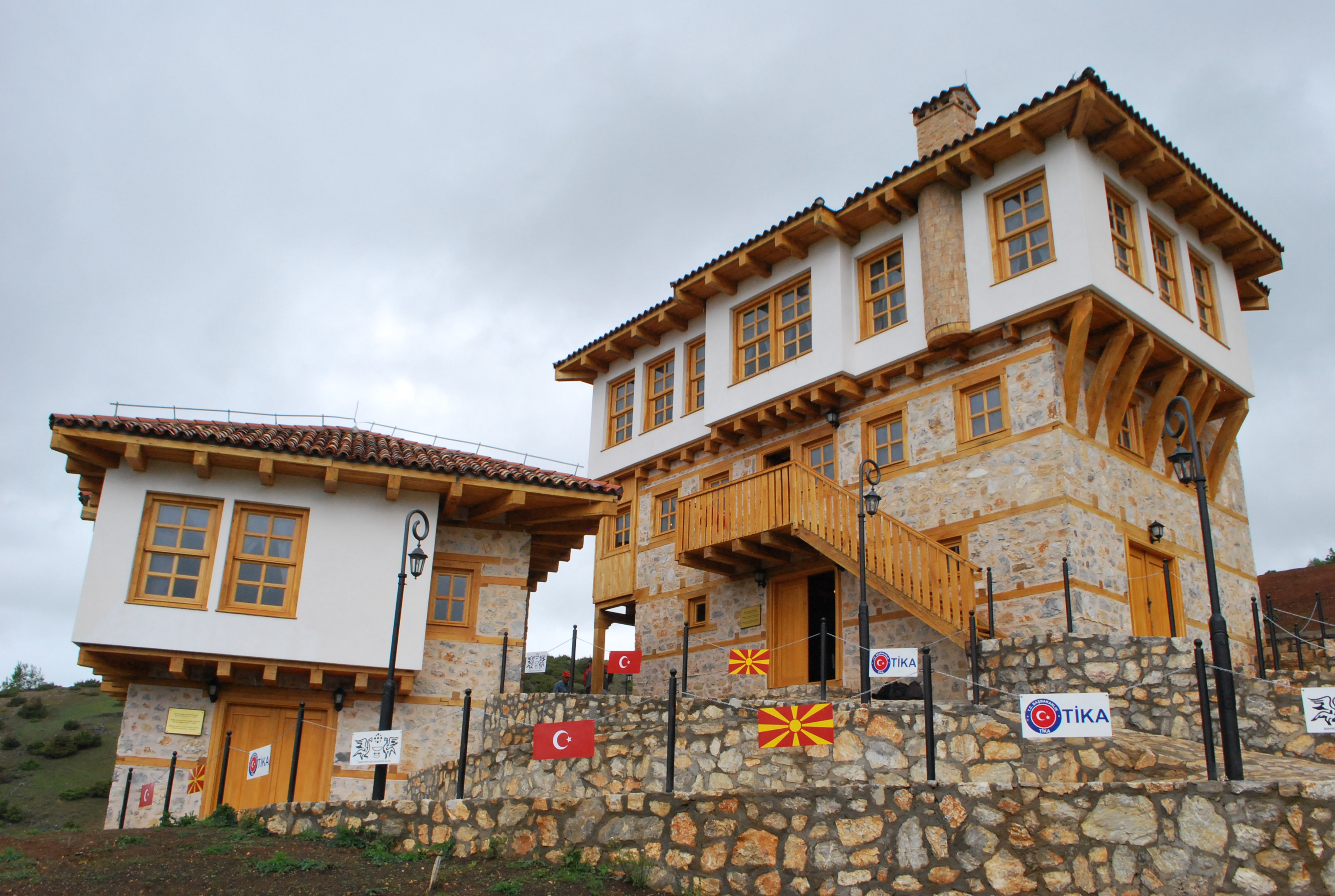
Das rekonstruierte Haus von Ali Rıza Efendis Familie in Kodžadžik, Nordmazedonien

Die ethnische Herkunft Ali Rızas ist strittig. Einige Autoren meinen, dass Rıza albanischer Abstammung war. Anderer Ansicht ist der Journalist und Kenner Atatürks Falih Rıfkı Atay, der behauptete, dass Ali Rıza von Türken aus Söke im Vilâyet Aydın abstammte. Jedenfalls waren Atatürks Eltern türkische Muttersprachler.
Ali Rıza war zunächst als Beamter im Amt für religiöse Stiftungen, 1876/77 als Leutnant eines Freiwilligenbataillons, sodann als Zollbeamter auf einem abgelegenen Posten an der damaligen griechisch-osmanischen Grenze und als Holzhändler tätig gewesen. Der Dienstort Ali Rızas wird mit Papaz Köprüsü angegeben und an den südlichen Abhängen des Olymp verortet.
Seit der Eheschließung mit Zübeyde Hanım 1878 bewohnte er mit ihr das heute als Atatürk-Haus bekannte traditionell osmanische Gebäude in Thessaloniki. Als er starb, war sein Sohn Mustafa Kemâl erst sieben Jahre alt.